# Pterolophia sumatrana
Pterolophia sumatrana är en skalbaggsart som beskrevs av Stefan von Breuning 1938. Pterolophia sumatrana ingår i släktet Pterolophia och familjen långhorningar. Inga underarter finns listade i Catalogue of Life.